# Yoshiokaïta
La yoshiokaïta és un mineral de la classe dels silicats. Rep el seu nom del mineralogista japonès Takashi Yoshioka (1935-1983).

## Característiques
La yoshiokaïta és un silicat de fórmula química (Ca,Na)[Al(Al,Si)O₄]. Va ser aprovada com a espècie vàlida per l'Associació Mineralògica Internacional l'any 1989. Cristal·litza en el sistema trigonal. Se n'ha trobat en forma de cristalls anèdrics angulars fortament fracturats, de fins a 235 micres de mida.
Segons la classificació de Nickel-Strunz, la yoshiokaïta pertany a «09.FA - Tectosilicats sense H₂O zeolítica, sense anions addicionals no tetraèdrics» juntament amb els següents minerals: kaliofil·lita, kalsilita, nefelina, panunzita, trikalsilita, megakalsilita, malinkoïta, virgilita, lisitsynita, adulària, anortoclasa, buddingtonita, celsiana, hialofana, microclina, ortosa, sanidina, rubiclina, monalbita, albita, andesina, anortita, bytownita, labradorita, oligoclasa, reedmergnerita, paracelsiana, svyatoslavita, kumdykolita, slawsonita, lisetita, banalsita, stronalsita, danburita, maleevita, pekovita, lingunita i kokchetavita.

## Formació i jaciments
Va ser descoberta l'any 1989 a la Base Fra Mauro, a la formació Fra Mauro, el lloc d'allunatge de l'Apol·lo 14 (La Lluna). Es tracta de l'únic lloc on se n'ha trobat aquesta espècie minerals, i de l'única descoberta an aquest indret del satèl·lit de la Terra.